# Babrosty
Babrosty (Duits: Babrosten) is een plaats in het Poolse district  Piski, woiwodschap Ermland-Mazurië. De plaats maakt deel uit van de gemeente Pisz en telt 280 inwoners.